# رحيماوا (سقز)
قرية رحيماوا (بالكردية: ڕەحیماوا) هي إحدى القرى التابعة لـكولتبه في ريف قسم زيويه من مقاطعة سقز، في محافظة كردستان الإيرانية.

## السكان
حسب إحصاءات سنة 2006، بلغ إجمالي السكان في رحيماوا 129 نسمة وعدد المساكن 22 مسكن. لغة سكان رحيماوا هي اللغة الكردية و هم من أهل السنة والجماعة والمذهب الشافعي.